# Hiege
Hiege ist ein Ortsteil der Stadt Schmallenberg in Nordrhein-Westfalen.

## Geografie
Die Hiege besteht aus einem einzigen Hof und liegt 1,7 km östlich von Bödefeld und 0,5 km südlich von Lanfert, das an der Landesstraße 740 liegt, die Bödefeld und Walbecke verbindet.

## Geschichte
Die Hiege war ursprünglich ein Freigut und gehörte nicht zur Freiheit Bödefeld, sondern zum Fredeburger Land. Das Gut wurde spätestens ab dem 16. Jahrhundert von einem Bödefelder Pächter von Bödefeld aus verwaltet und hatte zu dieser Zeit wohl keine eigenen Gebäude mehr. Im Jahr 1865 wurde der Hof von Bödefeld nach der Hiege verlegt, die mittlerweile zur Gemeinde Bödefeld-Freiheit gehörte, und die alte Solstätte in Bödefeld verkauft. Am 1. Januar 1975 wurde die Hiege mit der Gemeinde Bödefeld-Freiheit in die Stadt Schmallenberg eingegliedert.